# آل بقصان جبهوض (القطن)

تعديل مصدري - تعديل

ال بقصان جبهوض هي إحدى قرى عزلة وادي سر بمديرية القطن التابعة لمحافظة حضرموت، بلغ تعداد سكانها 307 نسمة حسب تعداد اليمن لعام 2004.